# Абламейко Сергій Володимирович
Сергій Володимирович Абламейко (нар. 24 вересня 1956, Воронове, Гродненська область) — білоруський математик, фахівець в області інформатики та інформаційних технологій, обробки зображень та розпізнавання образів, доктор технічних наук (1990), професор (1992), академік міжнародної Академії наук інформації, інформаційних процесів і технології (1995), академік білоруської інженерної академії (1995), член-кореспондент (2004), а з 2009 року академік Академії наук Білорусі. Ректор Білоруського державного університету з 31 жовтня 2008 року. Лауреат державної премії Білорусі (2002), нагороджений медаллю Франциска Скорини (2007).

## Життєпис
Народився 24 вересня 1956 року в селищі Воронове Гродненської області.

## Наукова діяльність
Опублікував понад 650 наукових робіт, з яких понад 300 видано англійською мовою у провідних міжнародних часописах та працях міжнародних конференцій за кордоном.

## Нагороди та премії
- Державна премія Республіки Білорусь (2002)
- Орден Франциска Скорини (2007)